# Goliath Pioneer
Goliath Pioneer – trójkołowy samochód osobowy produkowany przez niemieckie przedsiębiorstwo motoryzacyjne Goliath od roku 1931.
Pojazd ten wyposażony był w jednocylindrowy silnik montowany z tyłu, napędzający tylną oś za pośrednictwem trzystopniowej skrzyni biegów. Funkcję nadwozia pełniła drewniana konstrukcja z panelami wypełnionymi tkaniną.
POjazdy te sprzedawały się zaskakująco dobrze (4000 egzemplarzy), a w szczytowym okresie produkcji ich montażem zajmowało się aż 300 pracowników. Produkcję przerwano w czasie wojny, kiedy to fabryka została zbombardowana.

## Dane techniczne

### Silnik
- Silnik: jednocylindrowy 198 cm3[1]
- Moc maksymalna: 5,5 KM (4 kW)[1]

### Osiągi
- Prędkość maksymalna: 60 km/h[1]